# Devil Without a Cause
Devil Without a Cause é o quarto álbum de estúdio de Kid Rock, lançado em 1998.
O álbum está na lista dos 200 álbuns definitivos no Rock and Roll Hall of Fame
Foi certificado 11 vezes platina pela RIAA em abril de 2003.
| Críticas profissionais                                                      | Críticas profissionais |
| Avaliações da crítica                                                       | Avaliações da crítica  |
| Fonte                                                                       | Avaliação              |
| --------------------------------------------------------------------------- | ---------------------- |
| allmusic                                                                    | [ 4 ]                  |
| Pitchfork Media                                                             | (1.3/10)               |
| Robert Christgau                                                            | (A-)                   |
| Esta tabela precisa de ser acompanhada por texto em prosa. Consulte o guia. |                        |

## Faixas
1. "Bawitdaba" - 4:27
2. "Cowboy" - 4:17
3. "Devil Without A Cause" - 5:32
4. "I Am the Bullgod" - 4:50
5. "Roving Gangsta Rollin'" - 4:24
6. "Wasting Time" - 4:02
7. "Welcome 2 the Party, Ode 2 the Ol' School" - 5:14
8. "I Got One For Ya" (com Robert Bradley) - 3:43
9. "Somebody's Gotta Feel This" - 3:09
10. "Fist of Rage" - 3:23
11. "Only God Knows Why" -	5:27
12. "Fuck Off (com Eminem)/ Where You At Rock?" (Interlude) - 6:13
13. "Where You At Rock?" -	4:24
14. "Black Chick, White Guy" - 7:10